# Гезахегне Абера
Гезахегне Абера (амх. ገዛሄኘ አበራ; нар. 23 квітня 1978) — ефіопський легкоатлет, що спеціалізується на марафонському бігу, олімпійський чемпіон 2000 року, чемпіон світу.

## Кар'єра
| Рік                 | Змагання            | Місто               | Місце               | Дисципліна          | Примітки            |
| Представник Ефіопія | Представник Ефіопія | Представник Ефіопія | Представник Ефіопія | Представник Ефіопія | Представник Ефіопія |
| ------------------- | ------------------- | ------------------- | ------------------- | ------------------- | ------------------- |
| 1999                | Чемпіонат світу     | Севілья, Іспанія    | 11                  | марафонський біг    | 2:16:42             |
| 2000                | Олімпійські ігри    | Сідней, Австралія   | 1                   | марафонський біг    | 2:10:11             |
| 2001                | Чемпіонат світу     | Едмонтон, Канада    | 1                   | марафонський біг    | 2:12:42             |
| 2003                | Чемпіонат світу     | Париж, Франція      | —                   | марафонський біг    | DNF                 |